# Iceberg B-15

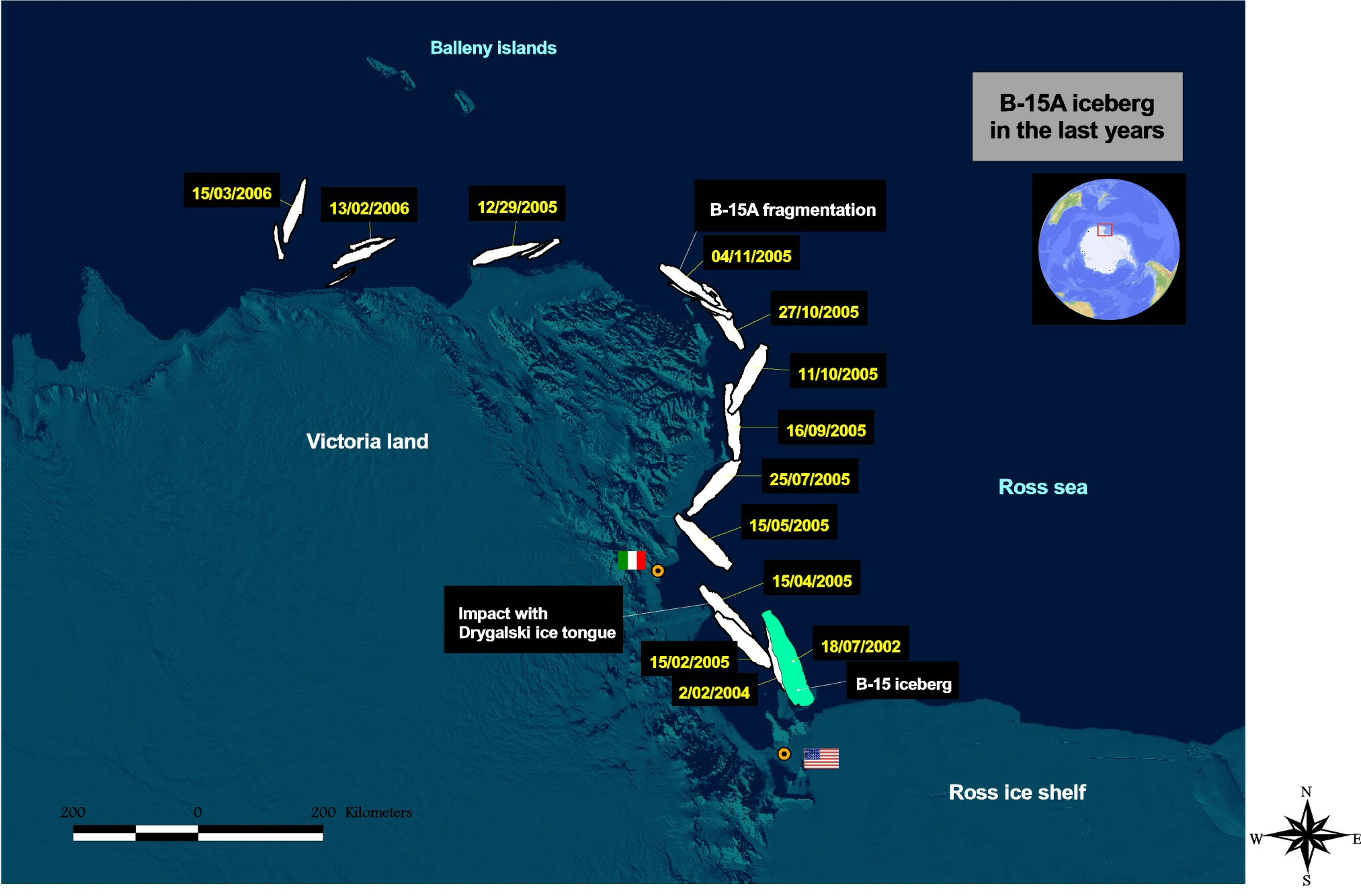
L'iceberg B-15A, mise à jour mars 2006.

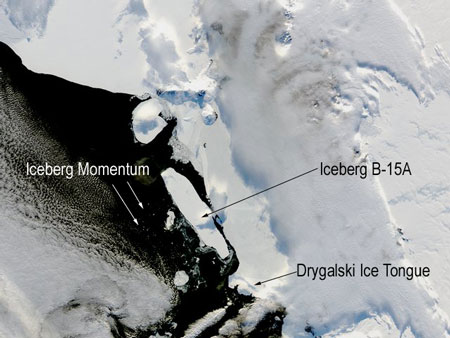
Iceberg B-15A, janvier 2005.

Pour les articles homonymes, voir B-15.
L'iceberg B-15 est un iceberg détaché de la barrière de glace de Ross en Antarctique en l'an 2000. C'est le plus grand iceberg dont l’existence ait été jamais enregistrée (à la date de mai 2021), avec une superficie de plus de 11 000 km2.

## Historique
Lors de son détachement, le 17 mars 2000, sa superficie, de plus de 11 000 km², était plus grande que celle de l'île de la Jamaïque, ou encore 25 % de plus que la Corse. Il s'est brisé en plusieurs morceaux en 2002 et 2003. Le plus large de ces morceaux, nommé B-15A, a été le plus grand objet flottant au monde avec une longueur de 122 km pour 27 km de large, et couvrait une superficie de 3 100 km² soit approximativement celle du Luxembourg. En novembre 2003, après sa séparation de l'iceberg B-15J, B-15A s'est éloigné de l'île de Ross en direction des eaux libres de la mer de Ross. En décembre 2003, un petit iceberg en forme de couteau, B-15K (environ 300 km²), s'est détaché de l'iceberg principal B-15A et a commencé à dériver vers le nord. 
En 2005, les courants dominants l'ont fait lentement percuter la langue de glace Drygalski, la collision brisant le bord de celle-ci à la mi-avril.
L'iceberg a navigué ensuite le long de la côte, quittant le détroit de McMurdo jusqu'à atteindre le cap Adare de la Terre Victoria et s'est alors brisé en de nombreux morceaux les 27/28 octobre 2005. L'événement fut détecté par les capteurs sismiques de la base antarctique Amundsen-Scott. Le plus grand d'entre eux, toujours dénommé B-15A avait une surface réduite à environ 1 700 km², alors que les trois autres morceaux de grande taille ont été appelés B-15P, B-15M et B-15N. 
B15-A s'est déplacé alors plus au nord, se brisant de nouveau en plusieurs morceaux. Ces derniers ont été repérés par des patrouilles aériennes de surveillance des pêches le 3 novembre 2006. Le 21 novembre, plusieurs morceaux importants ont été aperçus à 60 km des côtes de Timaru, port du sud-est de la Nouvelle-Zélande. Le plus grand mesurait environ 18 km de large pour 30 à 37 mètres de haut.
En 2018, il restait encore 4 morceaux suffisamment importants (70 km²) pour être suivis par le National Ice Center. L'un d'entre eux, B-15Z, mesurait environ 18 km de longueur sur 9 km de large. Il fut localisé dans l'Atlantique Sud, à environ 150 milles nautiques (280 km) de la Géorgie du Sud. En remontant directement vers le nord, il a fondu de plus en plus rapidement. Dès qu'ils dépassent cette latitude (54° Sud), les icebergs ne durent plus très longtemps .

## Effets sur l'écologie antarctique
Le 10 avril 2005 B-15A a rencontré la langue de glace de Drygalski, une avancée du glacier David qui s'étire sur la côte de la région montagneuse de la terre Victoria, en emportant un morceau de 8 km2 de cette formation. Cette collision a entraîné une redéfinition des cartes de l'Antarctique.
B-15A a empêché les courants océaniques et les vents de déclencher la débâcle du pack dans le détroit de McMurdo au cours de l'été 2004/2005, ce qui a représenté un obstacle aux campagnes annuelles d'approvisionnement de trois stations de recherche. La banquise a dû entraîner un déclin très important de la population de manchots Adélie en contraignant les parents à parcourir de grandes distances pour revenir s'occuper de leurs petits. Les phoques de Weddell et les skuas habitent aussi le détroit de McMurdo et leurs populations ont dû également en souffrir.

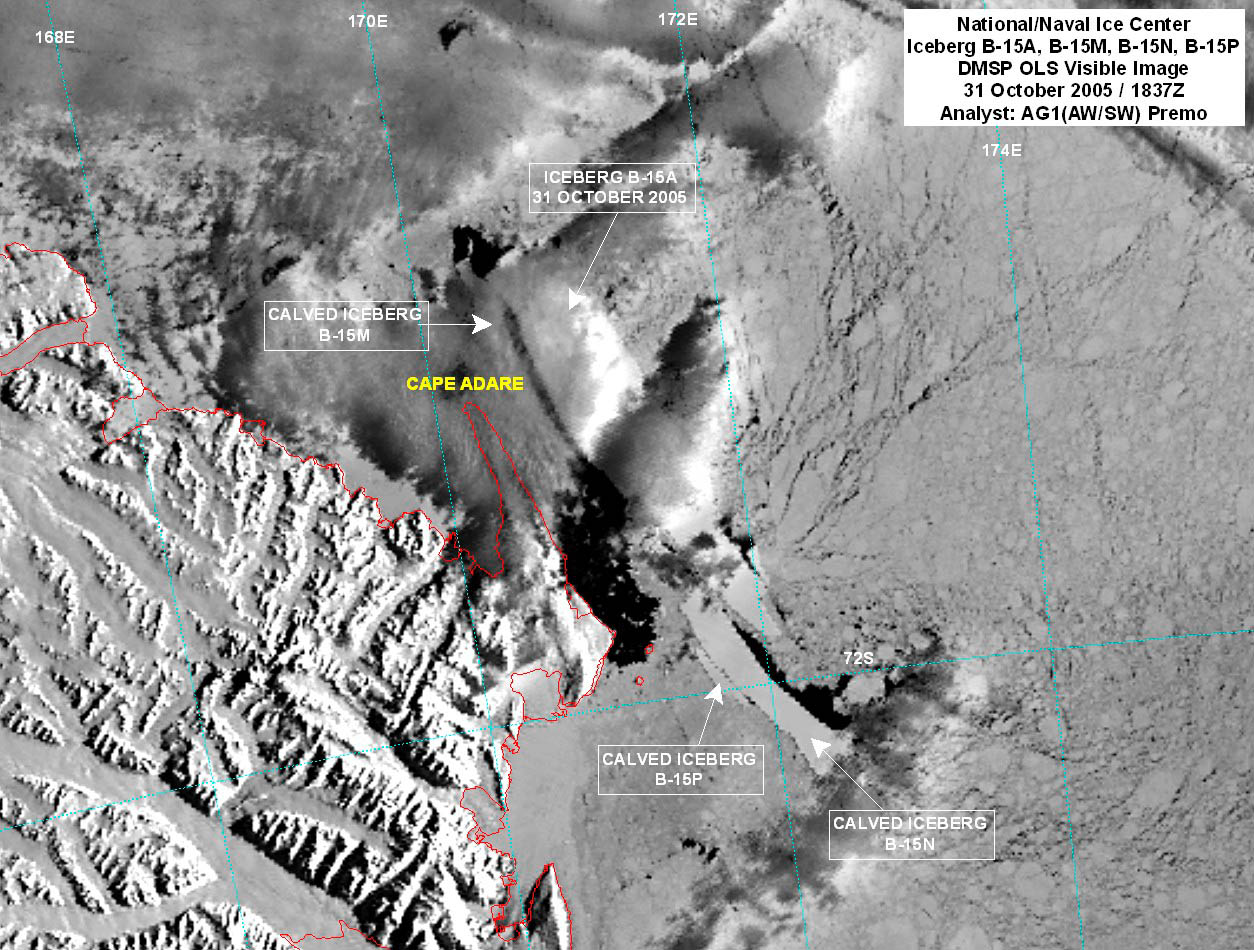
Iceberg B-15 brisé, parties M, N et P, 31 octobre 2005, image: Defense Meteorological Satellite Program.

En octobre 2006, on rapporte qu'une tempête en Alaska qui avait eu lieu l'année d'avant a entraîné une houle qui a brisé le B15A en morceaux. Les vagues ont traversé 13 500 km depuis l'Alaska jusqu'en Antarctique en six jours. Les scientifiques étudient actuellement cet événement qui offre un bon exemple des influences climatiques à l'échelle mondiale, avec pour but également de mieux comprendre les mécanismes du réchauffement climatique.